# زامبارا
زامبارا (به لاتین: Zambara) یک زیستگاه انسانی در مالاوی است که در منطقه مرکزی مالاوی واقع شده‌است.